# Зобек, Кайл
Кайл Зобек (англ. Kyle Zobeck; 6 февраля 1990, Коралвилл, Айова, США) — американский футболист, вратарь.

## Биография
Зобек родился и вырос в Айове.
В 2008—2012 годах Зобек обучался в Университете Валпарейзо по специальности «Машиностроение» и выступал за университетскую футбольную команду «Валпарейзо Крусейдерс» в течение четырёх сезонов, пропустив сезон 2009. В сезонах 2011 и 2012 признавался вратарём года в Horizon League.
В 2009 году сыграл один матч за клуб «Де-Мойн Менис» в Премьер-лиге развития ЮСЛ.
22 января 2013 года на Дополнительном драфте MLS Зобек был выбран во втором раунде под общим 26-м номером клубом «Даллас». Клуб подписал контракт с ним 5 марта. Он провёл четыре матча за резервный состав «Далласа», но не сыграл ни одного матча за основной состав клуба. 26 февраля 2014 года «Даллас» отчислил Зобека.
26 марта 2014 года Зобек подписал контракт с клубом NASL «Нью-Йорк Космос». Его профессиональный дебют состоялся 23 августа в матче против «Миннесоты Юнайтед», когда он вышел на замену на 7-й минуте после удаления Джимми Маурера. 18 декабря 2015 года Зобек перезаключил контракт с «Космосом». 23 января 2017 года Зобек ещё раз перезаключил контракт с «Космосом».
21 февраля 2018 года Зобек вернулся в «Даллас», став третьим вратарём клуба после Джесси Гонсалеса и Джимми Маурера. По окончании сезона 2018 «Даллас» продлил контракт с Зобеком на сезон 2019 согласно опции. В 2019 году Зобек провёл пять матчей за фарм-клуб «Далласа», «Норт Тексас», в том числе 19 октября сыграл в финале первого чемпионата Лиги один ЮСЛ, в котором «Норт Техас» одержал победу над «Гринвилл Трайамф». По окончании сезона 2019 «Даллас» задействовал опцию продления контракта с Зобеком на сезон 2020. 2 сентября 2020 года в матче против «Спортинга Канзас-Сити» Зобек дебютировал в MLS, выйдя на замену на 42-й минуте из-за травмы Маурера, и установил новый рекорд MLS, став в возрасте 30 лет и 209 дней самым возрастным дебютантом среди игроков, выбранных на драфтах лиги. По окончании сезона 2020 «Даллас» использовал опцию продления контракта с Зобеком. По окончании сезона 2021 срок контракта Зобека с «Далласом» истёк.
30 декабря 2021 года Кайл Зобек объявил о завершении карьеры.
14 февраля 2023 года Зобек вошёл в тренерский штаб «Норт Тексаса» в качестве временного тренера вратарей.

## Достижения
Командные
 «Нью-Йорк Космос»
- Чемпион Североамериканской футбольной лиги: 2015, 2016
- Победитель регулярного чемпионата Североамериканской футбольной лиги: весна 2015, осень 2016

 «Норт Тексас»
- Чемпион Лиги один ЮСЛ: 2019
- Победитель регулярного чемпионата Лиги один ЮСЛ: 2019